# Palinurellus gundlachi
Palinurellus gundlachi är en kräftdjursart som beskrevs av von Martens 1878. Palinurellus gundlachi ingår i släktet Palinurellus och familjen Synaxidae. IUCN kategoriserar arten globalt som livskraftig. Inga underarter finns listade i Catalogue of Life.